# 사복시 살곶이 목장지도
사복시 살곶이 목장지도(司僕寺箭串牧場圖)는 서울특별시 동대문구, 서울시립대학교 박물관에 있는 조선시대의 지도이다. 2010년 2월 11일 서울특별시의 유형문화재 제295호로 지정되었다.

## 개요
사복시는 조선시대 병조에 소속된 기관으로 말 사육 및 전국의 목장, 왕의 가마 등을 관장하는 기구로서, 이 지도는 사복시가 관장하던 성동구 일대의 살곶이 목장을 그린 지도로, 제작시기는 1789년에서 1802년 사이로 추정된다.
이 지도는 살곶이 목장의 전반적인 상황에 대해 상당히 자세한 정보를 수록하고 있으며, 현전 자료가 희소하고 마정사 연구에 자료적 가치가 높다.

## 같이 보기
- 사복시

## 참고 자료
- 사복시 살곶이 목장지도 - 국가유산청 국가유산포털